# Rhein-Rhône-Kanal
Der Rhein-Rhône-Kanal (französisch Canal du Rhône au Rhin) ist ein Schifffahrtskanal, der in den französischen Regionen Bourgogne-Franche-Comté und Grand Est verläuft. Die zwischen 1784 und 1834 erbaute Wasserstraße verbindet den Rhein mit dem Rhône-Zufluss Saône. Nach Teilstillegungen Anfang der 1960er Jahre besteht der Kanal heute aus der eigentlichen Rhein-Rhône-Verbindung sowie den Verbindungen Rhinau–Straßburg und Breisach–Colmar, die beide vom Rhein aus zugänglich sind.

## Geographie
Der Kanal verbindet die Täler der Flüsse Saône und Rhein über die Wasserscheide der Burgundischen Pforte zwischen Vogesen und Jura. Er ist Teil eines Binnenwasserweges, der quer durch Europa eine schiffbare Verbindung zwischen den Küsten des Mittelmeeres und der Nordsee herstellt. Diese Strecke setzt sich aus folgenden Wasserwegen zusammen:
- Rhône (als kanalisierter Fluss)
- Saône (als kanalisierter Fluss)
- Rhein-Rhône-Kanal
- Rheinseitenkanal
- Rhein (als kanalisierter Fluss)

## Rhein-Rhône-Verbindung
Der Kanal beginnt in Saint-Symphorien-sur-Saône, wo er etwa vier Kilometer oberhalb der Einmündung des Canal de Bourgogne von der Saône auf einer Höhe von 179 m abzweigt. Von dort verläuft der Kanal zum Doubs, den er südlich von Dole erreicht. Ab hier bis zum Ort L’Isle-sur-le-Doubs nutzt er den kanalisierten Flusslauf des Doubs, steigt dann als künstlicher Kanal bis zur Scheitelhaltung auf eine Höhe von 341 m an und überquert bei Montreux-Vieux die Europäische Hauptwasserscheide zwischen den Flusssystemen der Rhône und des Rheins. Von Mülhausen bis Niffer verläuft der Kanal im ehemaligen Canal de Huningue. Bei Niffer mündet der Kanal nach einer Gesamtlänge von 237 Kilometern in den Rhein, genau genommen in den Rheinseitenkanal (Grand Canal d’Alsace).
Bei Fesches-le-Châtel, 6,5 km östlich von Montbéliard, zweigt ein Stichkanal Richtung Belfort ab, der heute für die Schifffahrt gesperrt ist. Dieser Kanal ist das fertiggestellte Teilstück des Canal de la Haute-Saône, der ursprünglich zur oberen Saône führen sollte.

### Koordinaten
- Ausgangspunkt des Kanals: 47° 6′ 28″ N, 5° 18′ 49″ O
- Endpunkt des Kanals: 47° 42′ 13″ N, 7° 30′ 26″ O

### Durchquerte Départements
- Côte-d’Or
- Jura
- Doubs
- Territoire de Belfort
- Haut-Rhin

### Orte am Kanal
- Saint-Symphorien-sur-Saône
- Dole
- Besançon
- Baume-les-Dames
- L’Isle-sur-le-Doubs
- Montbéliard
- Dannemarie
- Mülhausen
- Niffer

### Technische Infrastruktur

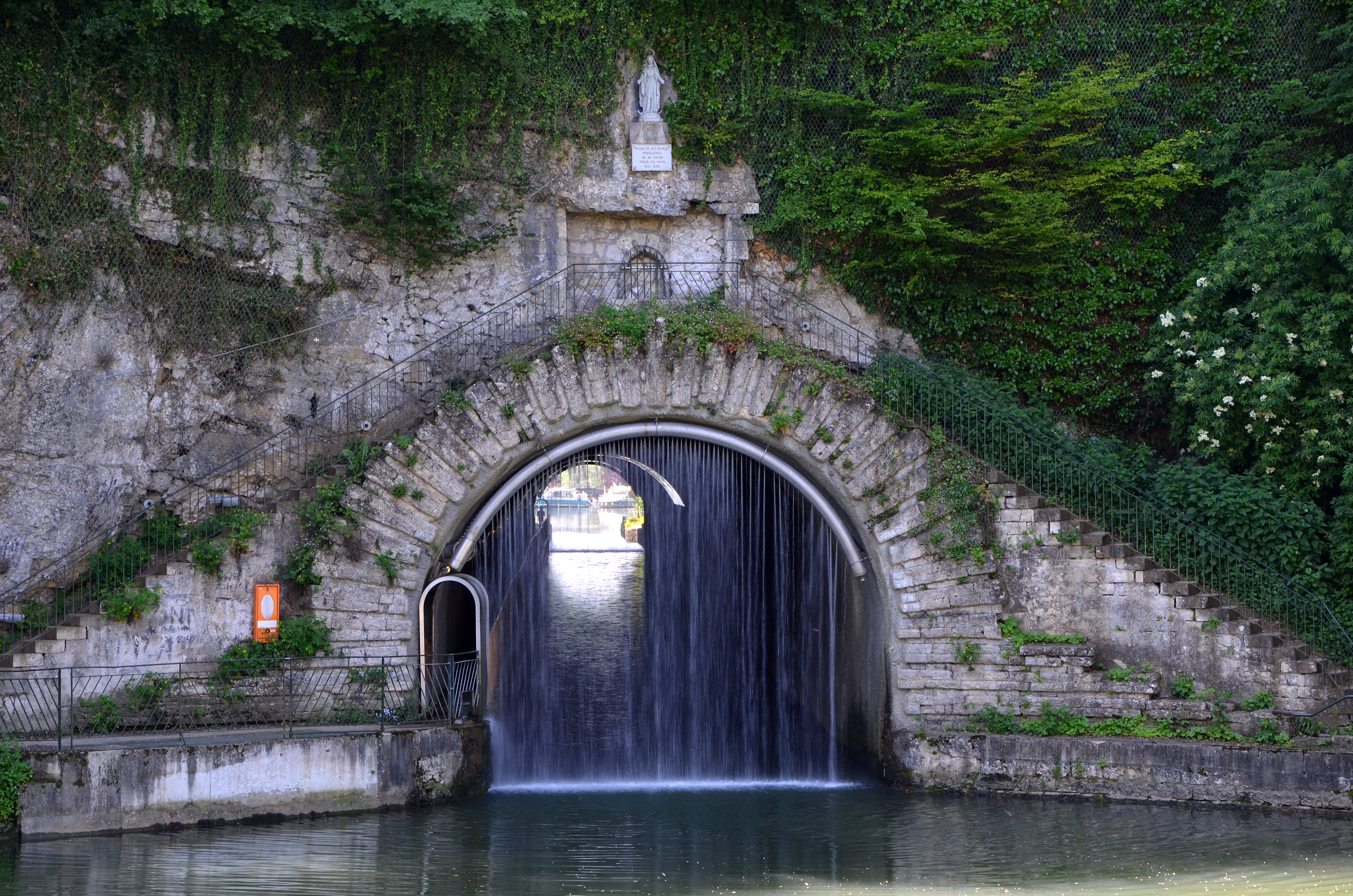
Kanaltunnel Thoraise
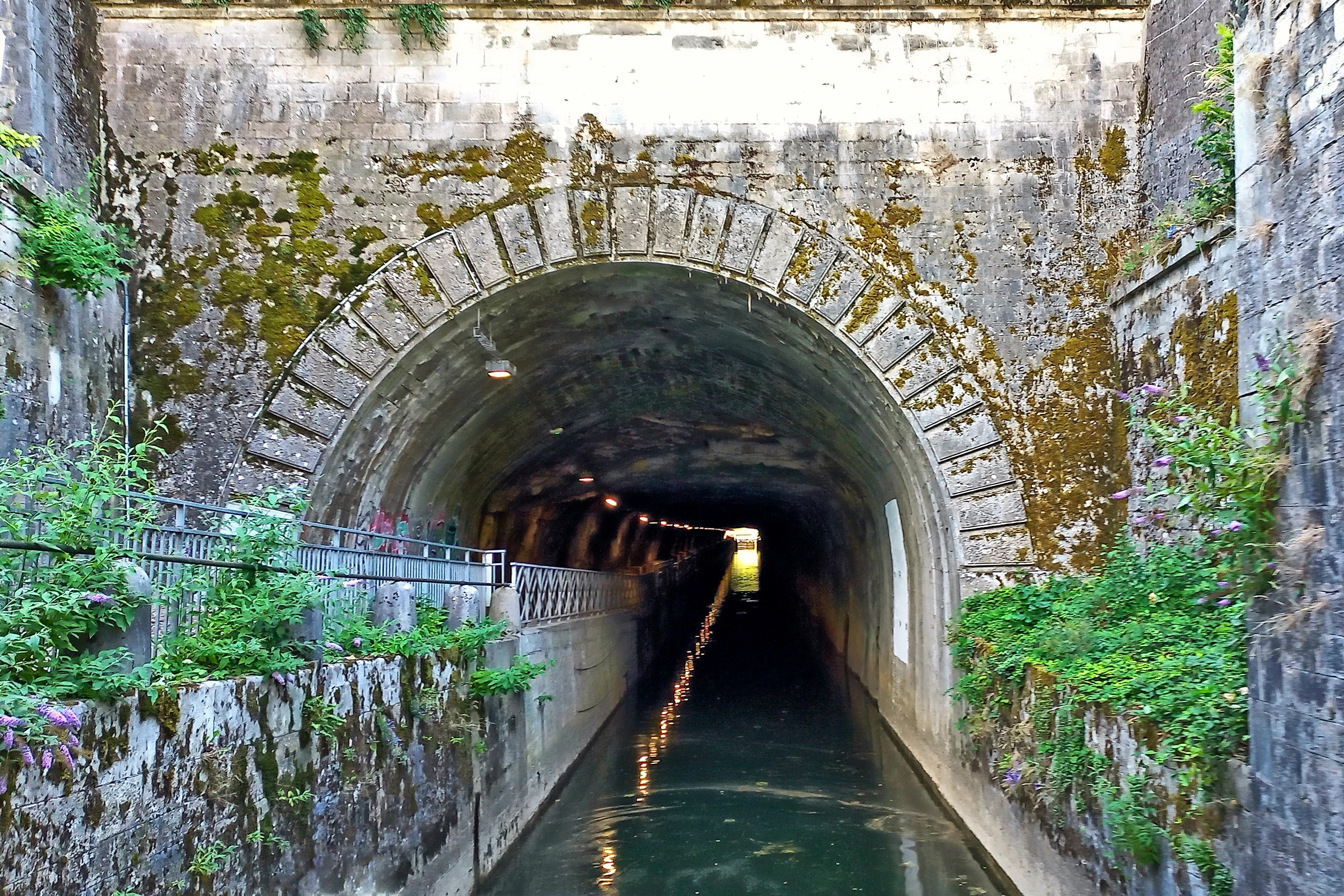
Kanaltunnel Besançon
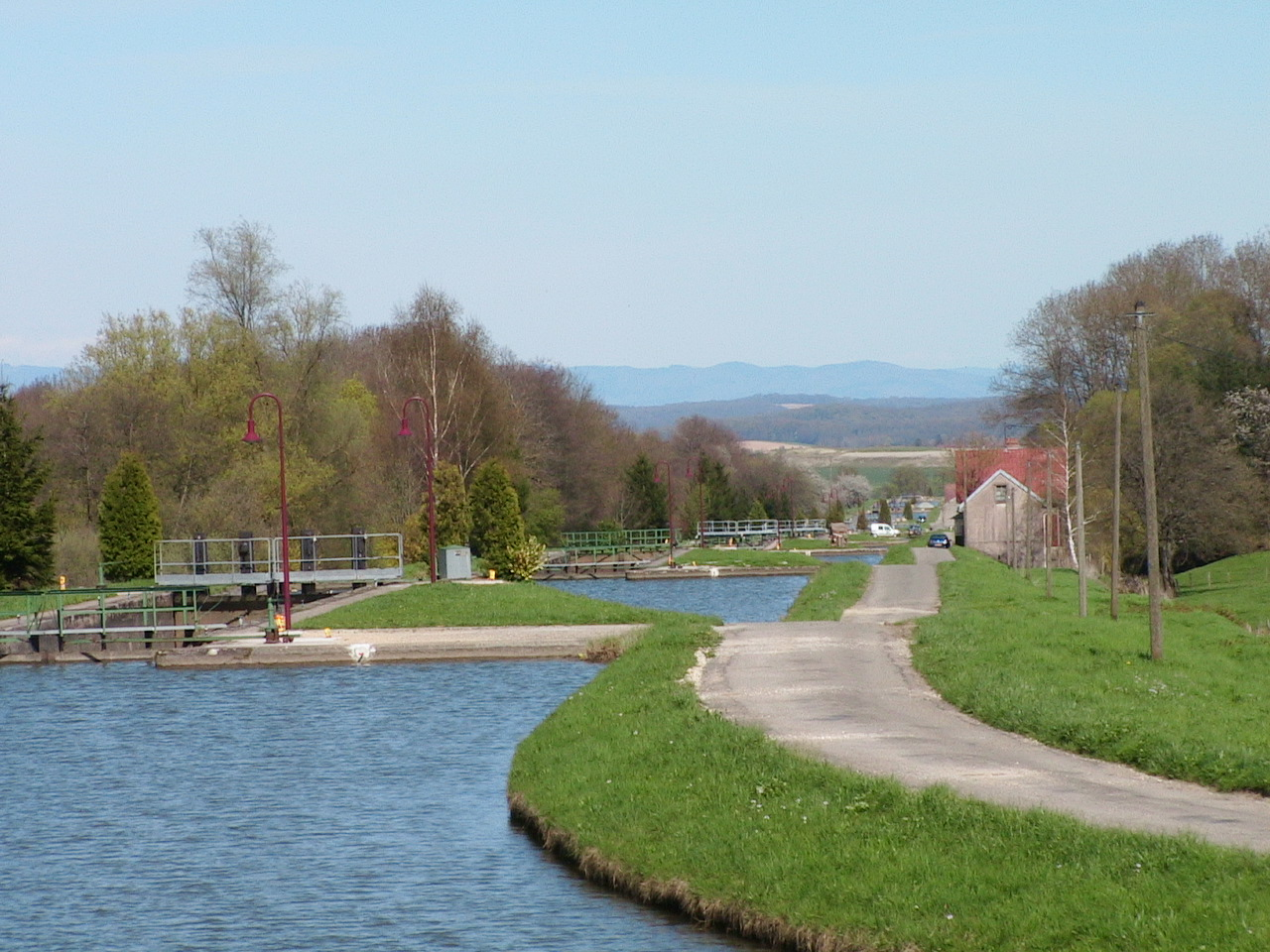
Schleusentreppe bei Valdieu
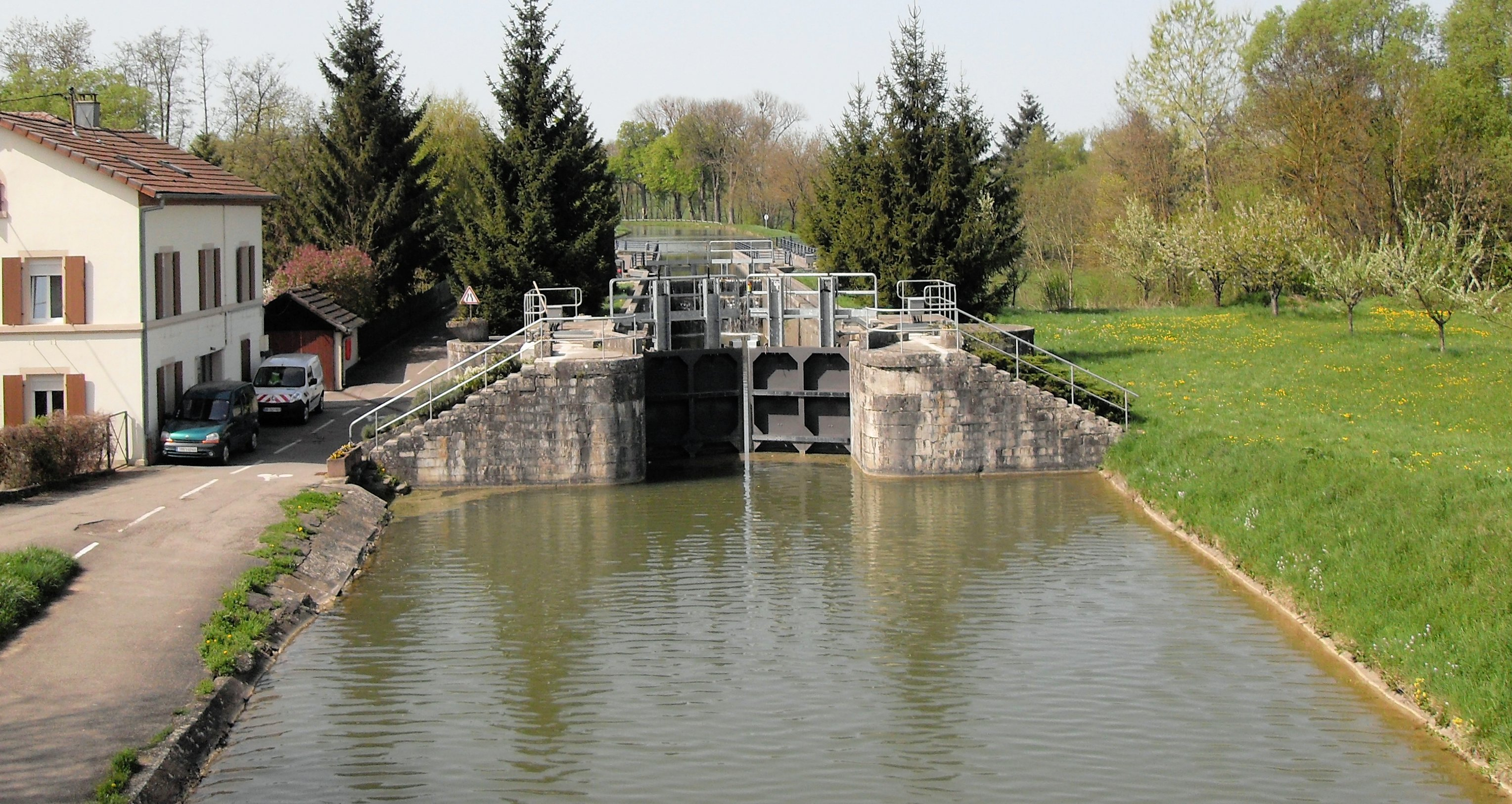
Schleuse bei Wolfersdorf

Die Rhein-Rhône-Verbindung ist ein Wasserscheidenkanal, der einen Höhenunterschied von insgesamt rund 265 Metern überwindet, davon liegen circa 160 Meter auf der Seite des Saône-Tals, die mit 72 Schleusen überwunden werden, und etwa 105 Meter auf der Seite des Rheins, die 40 Schleusen benötigen. Die Schleusen wurden mehrfach umgebaut und haben unterschiedliche Abmessungen. Durchgängig befahrbar ist die Strecke aber nur für Schiffe der Freycinet-Klasse. Lediglich der Abschnitt zwischen Mülhausen und der Mündung in den Rheinseitenkanal ist für Schiffe mit 3 Meter Tiefgang ausgebaut. Die größere Kammer der Schleuse Kembs-Niffer, der einzigen in diesem Abschnitt, ist mit einer Länge von 190 Meter Länge und einer Breite von 12 Meter Breite für Schubverbände dimensioniert. Neben den 112 ständig in Betrieb stehenden Schleusen gibt es im Tal des Doubs mehrere Sperrschleusen, die nur bei Hochwasser betrieben werden und dann verhindern, dass der Wasserstand in den dortigen Seitenkanälen zu hoch steigt.
Der Rhein-Rhône-Kanal durchquert zwei Kanaltunnel: Einen bei Thoraise (Länge 185 Meter), ca. 10 Kilometer westlich von Besançon, sowie einen unter der Zitadelle von Besançon (Länge 394 Meter). Beide Tunnel kürzen jeweils eine Flussschleife des Doubs ab, sind sechs Meter breit und erlauben nur einen Einbahnverkehr.

## Nördlicher Abschnitt
Zwei Teilabschnitte des alten Kanals zwischen Mülhausen und Straßburg sind heute noch in Betrieb, haben aber keine schiffbare Verbindung mehr mit der Route zwischen Rhein und Rhône: Zum einen der frühere Zweigkanal nach Colmar mit einer Zufahrt vom Rhein bei Breisach, zum anderen der nördlichste Teil des Hauptkanals zwischen Rhinau und Straßburg.
Seit 2024 wird der stillgelegte, 25 Kilometer lange Abschnitt von Artzenheim nach Friesenheim restauriert; die Wiedereröffnung ist für 2029 geplant. Nach der Inbetriebnahme werden die beiden Teilstücke bei Straßburg und bei Colmar wieder verbunden sein. Ziel ist die touristische Nutzung durch Hausboote.

### Rhinau–Straßburg

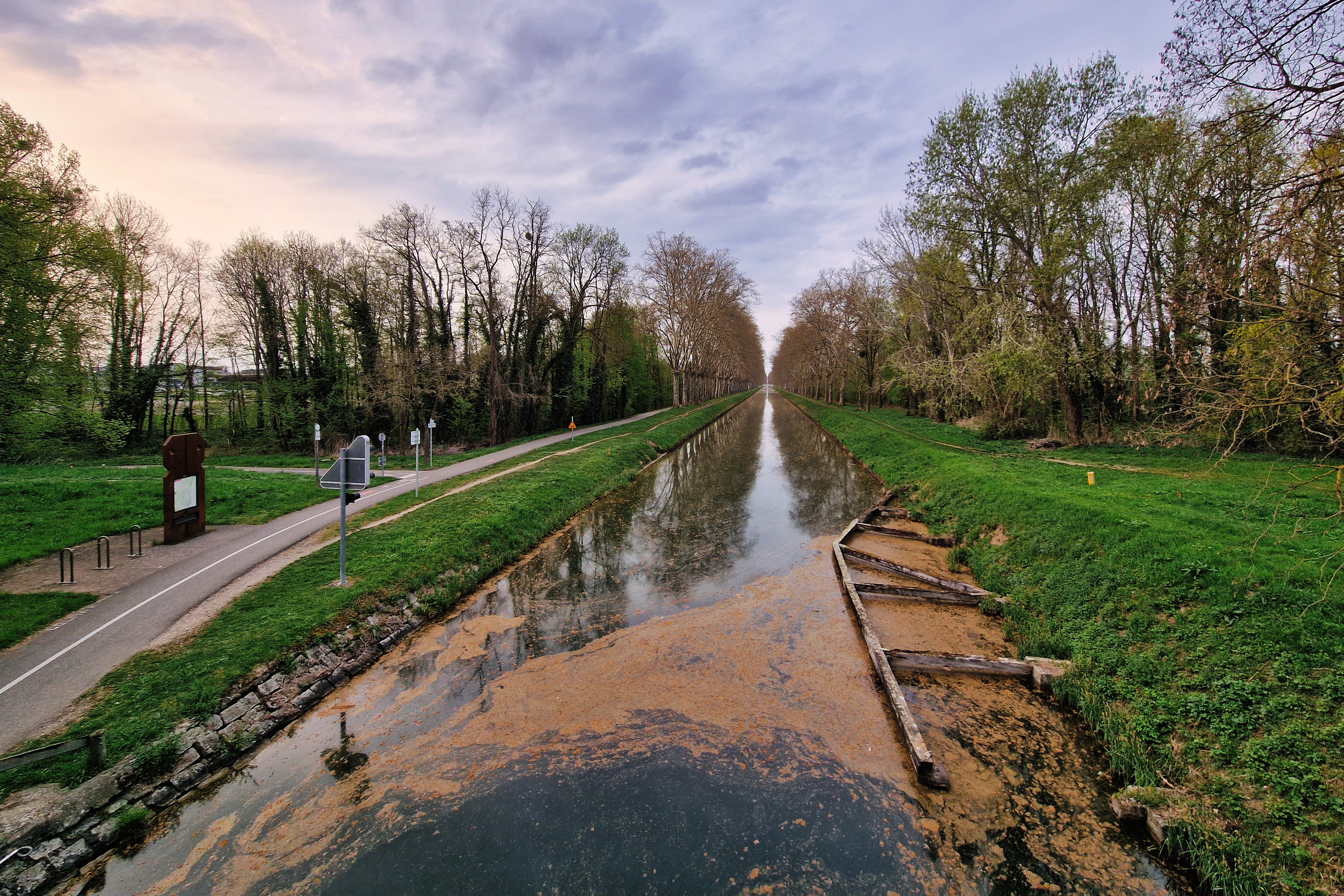
Rhein-Rhône-Kanal bei Illkirch-Graffenstaden

Dieser 34 Kilometer lange Teilabschnitt verbindet den Rhein unterhalb der Staustufe Rhinau (⊙, 161 m) mit der Ill im Süden von Straßburg (⊙, 138 m). Der Abschnitt besteht aus dem Canal de raccordement au Canal du Rhone au Rhin (deutsch: Verbindungskanal zum Rhein-Rhône-Kanal) und dem nördlichsten Teil des alten Rhein-Rhône-Kanals. Die 11 Schleusen sind für die Freycinet-Klasse dimensioniert. Bei Erstein kreuzt der Canal de Décharge de l'Ill (deutsch: Ill-Hochwasserkanal), der Hochwasser der Ill zum Rhein ableitet. Unterhalb der Gewässerkreuzung liegt eine weitere Schleuse, die als Sperrschleuse nur bei Hochwasser in Betrieb ist.
Die französische Gewässerdatenbank SANDRE zählt den Straßburger Umleitungskanal zum Rhein-Rhône-Kanal. Der 5 Kilometer lange Kanal mit einer Schleuse führt vom Ende des Rhein-Rhône-Kanals zum Canal de la Marne au Rhin (deutsch: Rhein-Marne-Kanal) im Bereich des Straßburger Hafens (⊙, 136 m).

### Breisach–Colmar

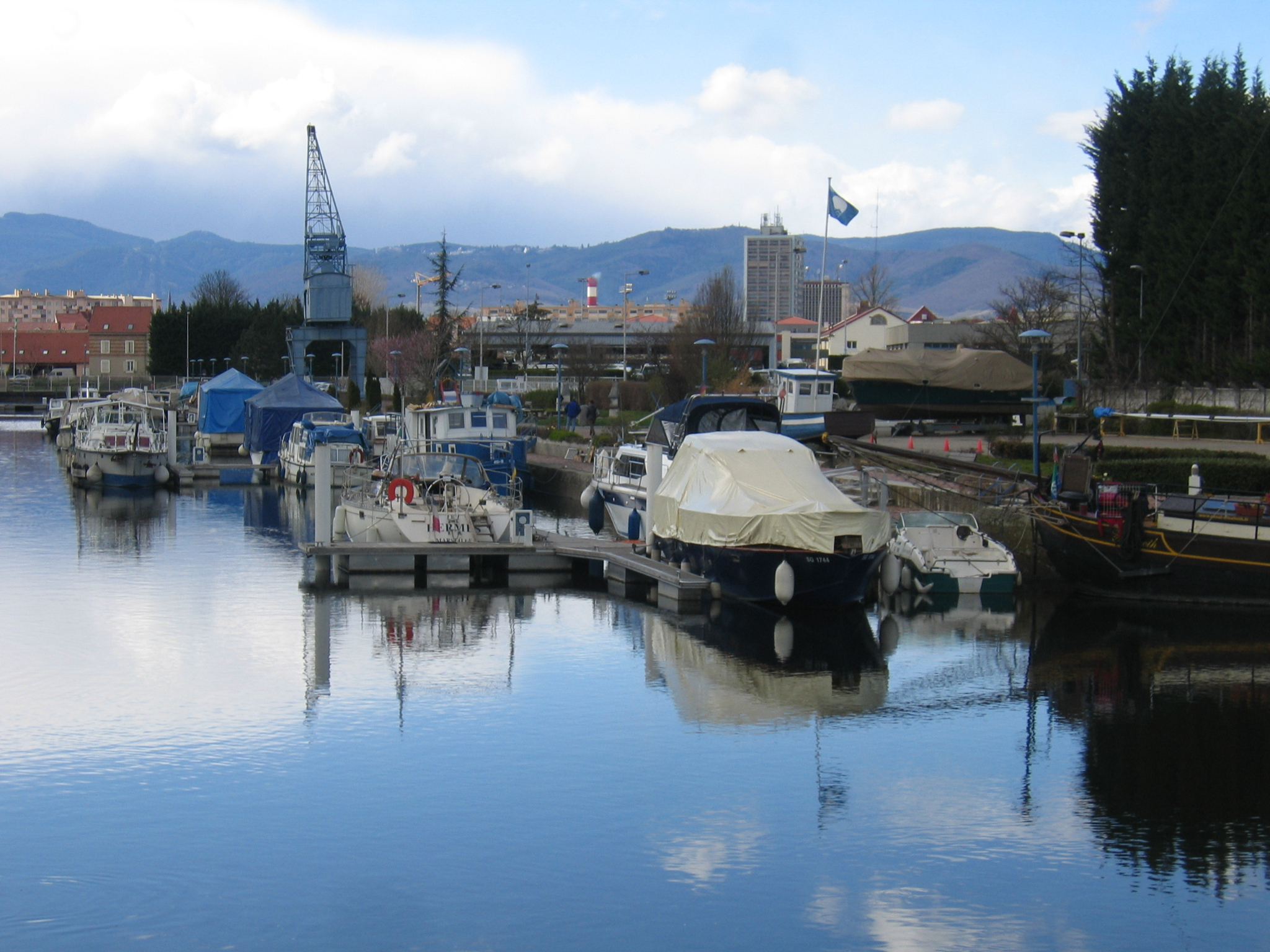
Kanalhafen in Colmar

Der Canal de Colmar beginnt an einem Hafen (⊙, 185 m) im Osten der namensgebenden Stadt, in den der von der Fecht abzweigende Logelbach mündet. Zunächst den Unterlauf der Lauch nutzend, quert der Kanal die Ill und verläuft dann in zwei langen Geraden nach Osten zur früheren Hauptstrecke des Rhein-Rhône-Kanals bei Artzenheim. Die Verbindung zum Rhein wird hergestellt über die Hauptstrecke zwischen Artzenheim und Kunheim und den Canal de Neuf-Brisach, der gegenüber von Breisach in den Rhein mündet (⊙, 187 m).
Auf den 23 Kilometer zwischen Colmar und Breisach liegen drei, für die Freycinet-Klasse dimensionierte Schleusen: Unterhalb der Illquerung, bei Baltzenheim sowie an der Mündung in den Rhein.

## Wasserversorgung
Die stillgelegten Abschnitte des Rhein-Rhône-Kanals und des Canal de Huningue werden als Speisekanäle weiterhin genutzt, so dass alle schiffbaren Kanalabschnitte über ein gemeinsames System mit Wasser versorgt werden.
Im Bereich der Scheitelhaltung ist die Wasserversorgung schwierig, da das dortige Einzugsgebiet klein ist. In der Oberrheinebene treten Probleme auf, weil sehr viel Wasser versickert. Auf der Schleusentreppe zur Saône ist die Versorgung einfach, weil der Kanal aus den parallel verlaufenden Flüssen gespeist werden kann.

### Scheitelhaltung
Die Wasserversorgung der Scheitelhaltung erfolgte anfänglich ausschließlich aus den Bächen Lutter (auch Loutre) ⊙ und Suarcine ⊙, die von Süden kommend in die Haltung münden. Bereits 1804 wurde eine Zuleitung von der Largue für notwendig gehalten. Der für 1,2 m³/s ausgelegte, 14,3 Kilometer lange Speisegraben ging 1834 in Betrieb; er führt von Friesen ⊙ zum östlichen Ende der Scheitelhaltung bei Valdieu ⊙. Trotz der Ausbaumaßnahme blieb die Wasserversorgung schwierig. Zwischen 1927 und 1932 wurde die Scheitelhaltung neugebaut, um 4,2 Meter auf 340,8 m abgesenkt und von 2,85 auf 5,45 Kilometer verlängert, wodurch drei Schleusen entfielen. Durch die Tieferlegung konnte Wasser vom Saint-Nicolas bei Foussemagne ⊙ abgezweigt und über einen Speisegraben zur Scheitelhaltung geleitet werden.
Zwischen 1937 und 1949 wurde die Rigole de Belfort gebaut, die von einer Kanalhaltung des Canal de la Haute-Saône bei Bavilliers ⊙ zur Scheitelhaltung bei Montreux-Château ⊙ führt. Der Speisegraben wird vor allem in den Sommermonaten genutzt. Er ist 16,2 Kilometer lang, wovon 9,8 Kilometer oberirdisch, 4,3 Kilometer in Tunneln und 2,2 Kilometer in Dükern verlaufen. Der Graben ist für einen Abfluss von 0,7 m³/s dimensioniert; der tatsächliche Abfluss ist deutlich geringer. Die Wasserversorgung des Canal de la Haute-Saône erfolgt aus dem Rahin, dem bei Plancher-Bas ⊙ Wasser entnommen werden kann, das in den Stausee Bassin de Champagney ⊙ fließt. Wenn bei trockenen Verhältnissen dem Rahin nicht genügend Wasser entnommen werden kann, erfolgt die Versorgung des Kanals aus dem Stausee mit einem Nutzvolumen von rund 13 Millionen Kubikmeter.
Durch die große Entfernung zwischen dem Bassin de Champagney und der Scheitelhaltung ist es nicht möglich, Verbrauchsschwankungen sofort mit Wasser aus dem Stausee auszugleichen. Deshalb wurde die neue Scheitelhaltung so gebaut, dass der Wasserstand um 0,8 Meter schwanken kann. Zudem wurde neben dem Kanal ein Reservoir ⊙ angelegt. Damit kann das Wasservolumen in der Scheitelhaltung um 120.000 m³ variieren, ohne dass die Schifffahrt beeinträchtigt wird.

### Oberrheinebene
In der Oberrheinebene zwischen Straßburg und Mülhausen stehen unter dem Boden sehr wasserdurchlässige Schichten, oft Kies, an, so dass die Versickerung aus dem Kanal erheblich ist. In den 1920er Jahren wurden Abdichtungsarbeiten mit Betonplatten durchgeführt, die das Ziel hatten, die Versickerung von 230 auf 70 bis 90 Liter pro Sekunde und Kilometer zu reduzieren. Diese Werte liegen weit über den Erfahrungswerten für ältere Kanäle in Frankreich, die 2002 mit 6 bis 17 Liter pro Sekunde und Kilometer angegeben wurden. Das Wasser für den Kanal wurde überwiegend dem Rhein entnommen; bei Niedrigwasser im Rhein traten Probleme auf. Zudem führte der große Wasserverbrauch zu hohen Fließgeschwindigkeiten, die die Schifffahrt behinderten. Um einen Frachtkahn nach Mülhausen zu treideln, waren 1921, vor den Abdichtungsarbeiten, 4 statt wie üblich 2 Pferde notwendig.
Die Wasserversorgung des 100 Kilometer langen Kanals zwischen Mülhausen und Straßburg erfolgte vor der Umgestaltung des Kanalnetzes Anfang der 1960er Jahre hauptsächlich über folgende Speisemöglichkeiten:
- Der 1828 fertiggestellte Canal de Huningue versorgt den 37 Kilometer langen Abschnitt zwischen Mülhausen und Kunheim. Er zweigt in Huningue vom Rhein ab ⊙ und mündet östlich von Mülhausen ⊙ in den Rhein-Rhône-Kanal.
- Der Canal de Neuf-Brisach (auch Canal de Brisach) versorgt den 36 Kilometer langen Abschnitt zwischen Kunheim und Krafft (zu Erstein). Er zweigt gegenüber von Breisach vom Rhein ab und mündet nach 6,4 km unterhalb der Schleuse von Kunheim in den Rhein-Rhône-Kanal ⊙.[12]
- Der Canal d´Alimentation de l´Ill (deutsch Illspeisekanal) versorgt den 27 Kilometer langen Kanalabschnitt südlich von Straßburg. Er zweigte anfänglich bei Gerstheim vom Rhein ab ⊙ und mündet bei Hipsheim in die Ill ⊙. Nach dem Planungsstand von 1899 sollte der Kanal bei Niedrigwasser der Ill die hygienischen Verhältnisse in Straßburg und die dortige Nutzung der Wasserkraft verbessern.[13] Eine Überleitung bei der Schleuse Plobsheim ⊙ kann zur Speisung des Rhein-Rhône-Kanals genutzt werden.[14]

## Geschichte

### Planung und Bau
Der Militäringenieur und spätere Feldmarschall Claude Quentin La Chiche legte 1744 ein erstes Projekt für eine Verbindung der Rhône mit dem Rhein vor. Mit dem Bau des Kanals nach Plänen des Ingenieurs Philippe Bertrand wurde 1784 begonnen. 1802 wurde das 17,5 Kilometer lange Teilstück zwischen der Saône und der Stadt Dole fertiggestellt. Dieser Abschnitt war einfach zu realisieren; die Speisung erfolgte mit dem Wasser des Doubs.
Die Französische Revolution 1789 und die spätere Herrschaft Napoleons bremsten den Weiterbau des Kanals. Die Nationalversammlung ordnete 1792 den Bau des Kanals an. Eine Planung des Gesamtprojekts lag 1804 vor. Damals war der südliche Oberrhein nur sehr eingeschränkt schiffbar, so dass die Wasserstraße in der Oberrheinebene nach Norden bis Straßburg verlief. Napoleon zählte Kanäle zu den wichtigsten Erfordernissen des Staates und maß den Wasserwegen mehr Bedeutung bei als Palästen und Gebäuden; allerdings flossen die für den Kanalbau nötigen Gelder nur spärlich. Als der Osten Frankreichs 1814 während der Befreiungskriege von ausländischen Truppen besetzt wurde, wurden die Bauarbeiten eingestellt.
Nach Kriegsende wurde der Kanal, der seit 1804 als Canal Napoléon bezeichnet worden war, nach dem Grafen von Artois und späteren König Karl X. in Canal Monsieur umbenannt. Seit 1830 trägt der Kanal den heutigen Namen. Der wieder etablierten Monarchie fehlte das Geld zum Weiterbau. 1821 wurde die private Gesellschaft Compagnie du Canal Monsieur unter Führung des späteren Finanzministers Jean-Georges Humann mit der Fertigstellung des Kanals beauftragt. Im August 1834 befuhr das erste Schiff die gesamte Kanalstrecke.
Bei seiner Fertigstellung war der Rhein-Rhône-Kanal 320,8 Kilometer lang und überwand einen Höhenunterschied von 392,7 Meter. Davon entfielen 214,0 Meter auf die Rheinseite und 178,7 Meter auf die Saôneseite. Insgesamt gab es 160 Schleusen und 13 Schutzschleusen.

### Ausbau

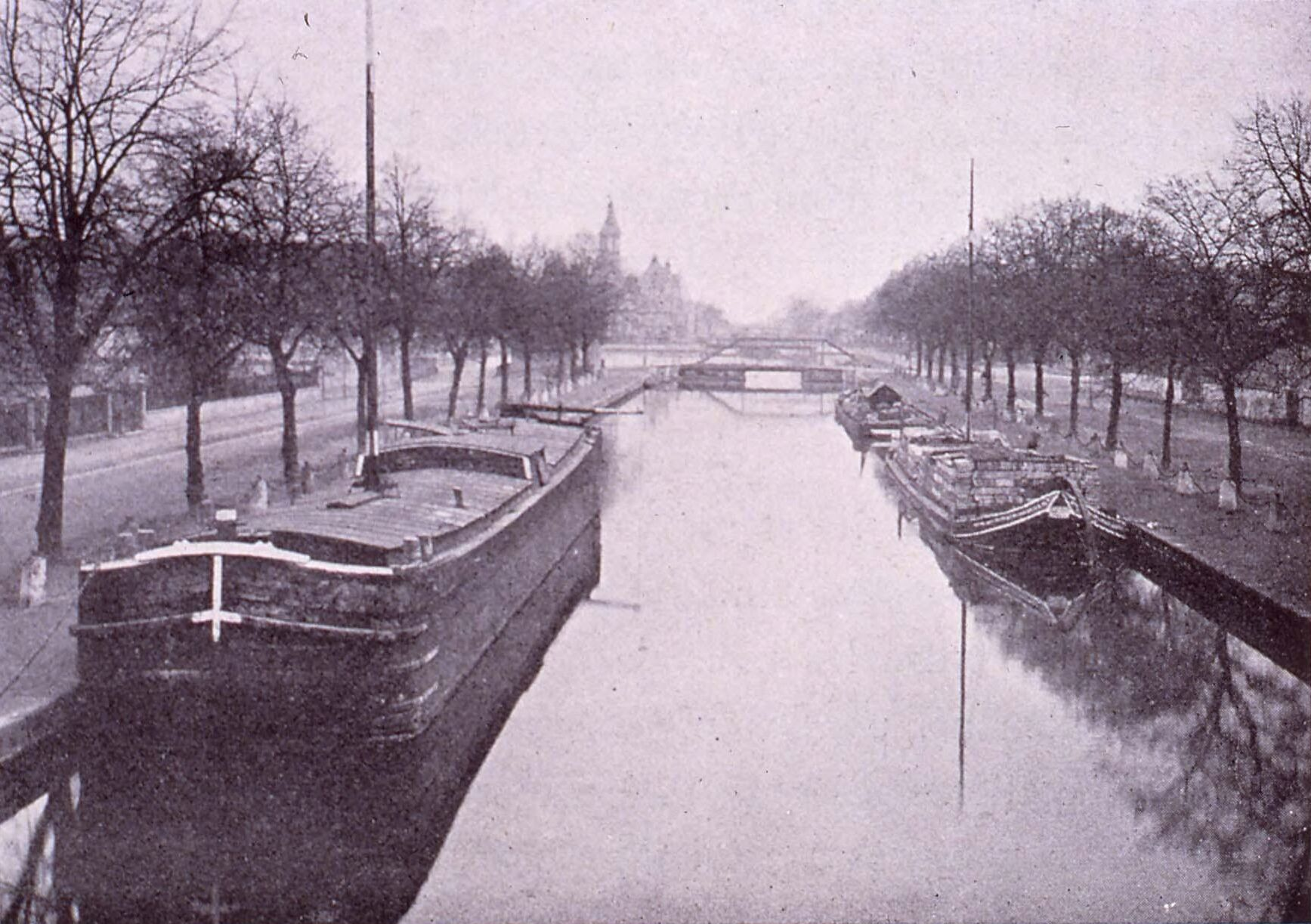
Frachtkähne in Mülhausen, 1899

Nach Angaben von 1855 wurde die angestrebte Wassertiefe von 1,6 Meter nicht erreicht, besonders bei Besançon hatte der Kanal nur eine Tiefe von 1,0 Meter. Die Schleusen Nr. 73 und 74, die beide im zuerst gebauten Abschnitt zwischen Saône und Dole liegen, wurden bis 1853 von 5,05 auf 5,2 Meter verbreitert.
Der Staat kaufte 1853 den Kanal von der Compagnie du Canal Monsieur. Ebenfalls 1853 wurde der Canal de la Marne au Rhin (deutsch: Rhein-Marne-Kanal) bis Straßburg fertiggestellt. Die Schleusen des neuen Kanals waren 34,5 Meter lang. Von 1863 bis 1867 wurden die Schleusen des Rhein-Rhône-Kanals zwischen Straßburg und Mülhausen von 30,5 auf 34,5 Meter verlängert.
Zwischen 1862 und 1865 wurde der Canal de Colmar gebaut, ein 13 Kilometer langer Zweigkanal, der Colmar an das französische Kanalnetz anschloss. 1878 ging der Canal de Neuf-Brisach (auch Canal de Brisach) in Betrieb. Er verbindet den Rhein gegenüber von Breisach mit dem Rhein-Rhône-Kanal bei Kunheim. Der 6,4 Kilometer lange Kanal diente der Wasserversorgung der Hauptstrecke und konnte von kleineren Schiffen befahren werden, die Baumaterial für die Tulla'sche Korrektion transportierten. Die Korrektion löste eine Tiefenerosion des Rheins aus, so dass der Wasserspiegel des Rheins so weit absank, dass der Kanal nicht mehr nutzbar war. 1882 wurde der 5 Kilometer lange Straßburger Umleitungskanal fertiggestellt, der das Stadtzentrum im Süden und Osten umgeht. Er verbindet die Mündung des Rhein-Rhône-Kanals in die Ill (Elsass) mit dem Canal de la Marne au Rhin im Bereich des Straßburger Hafens. Mit dem neuen Kanal konnte die vor allem bei Hochwasser schwierige Fahrt durch die Innenstadt vermieden werden.
Zwischen 1871 und 1918 gehörte das Elsass zu Deutschland; am Rhein-Rhône-Kanal lag die deutsch-französische Grenze knapp westlich der Scheitelhaltung. Nach dem vom französischen Verkehrsminister Charles de Freycinet initiierten und 1879 beschlossenen Ausbauprogramms gehörte der Kanal zu den Hauptstrecken, die für die Schiffe der Freycinet-Klasse ausgebaut werden sollten, was eine Verlängerung der Schleusen auf 38,50 Meter und eine größere Wassertiefe erforderte. Durch die Grenzziehung verlief der Ausbau schleppend; 1918 war der grenzüberschreitende Abschnitt zwischen Mülhausen und Deluz mit insgesamt 77 Schleusen noch nicht ausgebaut. Frankreich initiierte 1919 ein Bauprogramm, mit der der Ausbau möglichst schnell durchgeführt werden sollte. Während die Verlängerung der Schleusen Anfang 1921 abgeschlossen wurde, dauerte die Vertiefung länger, da unter Wasser Felsen abgetragen werden mussten. Nach Angaben von 1925 sollten die Arbeiten im folgenden Jahr abgeschlossen werden. Auch nach dem Ausbau waren die Bedingungen für die Schifffahrt nicht optimal, da Hochwasser der Doubs häufig zu Sperrungen des Kanals führten und die teils starke Strömung des Flusses die Schifffahrt behinderte.

### Teilstilllegung

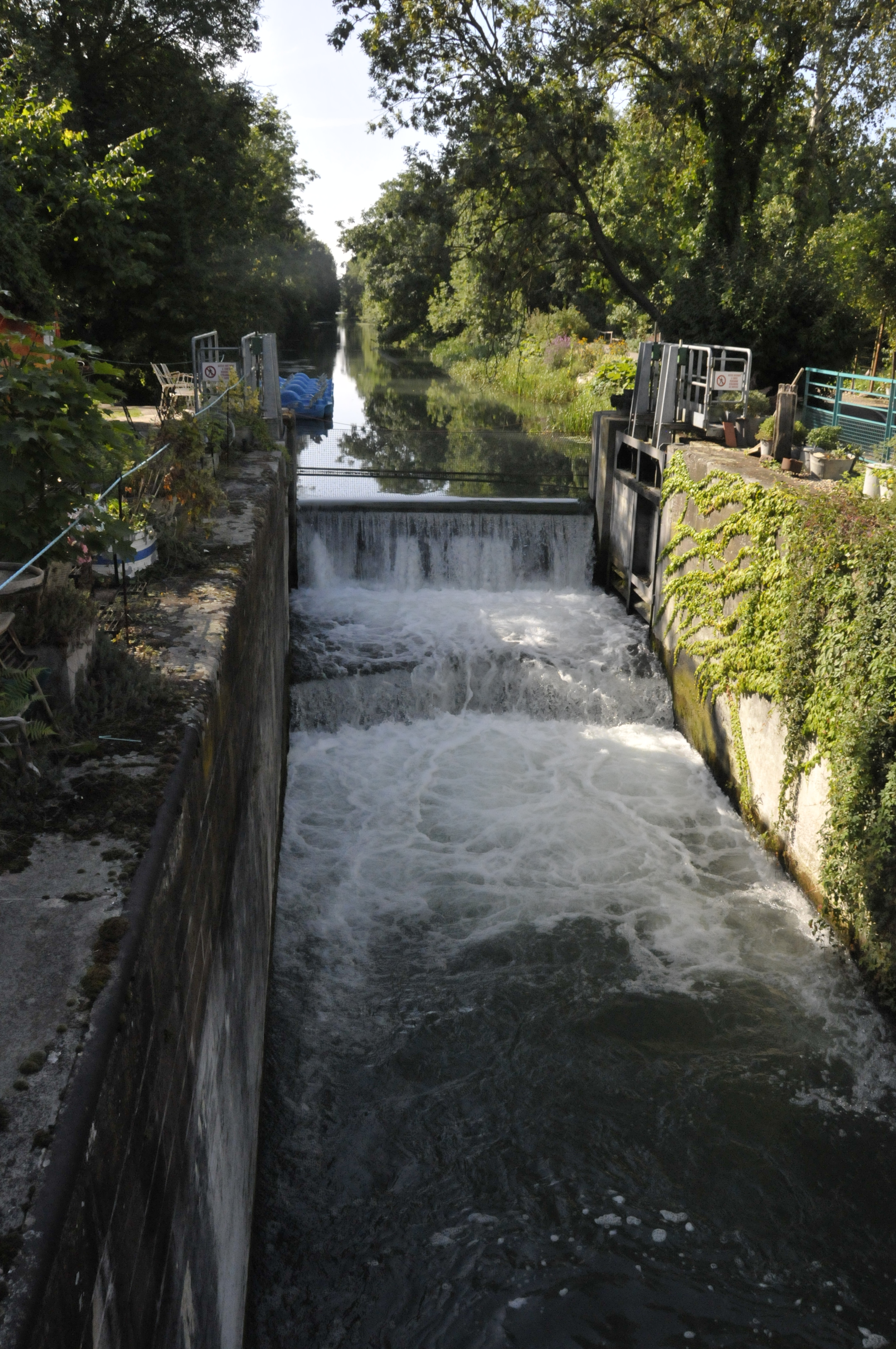
Wehr in der stillgelegten Schleuse Artzenheim

Anfang der 1960er Jahre wurden Teile des Rhein-Rhône-Kanals und des Canal de Huningue stillgelegt. Grund war die Fertigstellung des Rheinseitenkanals und von Staustufen zwischen Breisach und Straßburg im Bereich der sogenannten Schlingenlösung, wodurch zwischen Basel und Straßburg zwei weitgehend parallele Wasserstraßen bestanden.
Um die Verbindung zur Rhône beizubehalten, wurde die Schleuse Kembs-Niffer gebaut, die den Rheinseitenkanal mit dem Canal de Huningue verbindet. Die Schleuse und der nordwestliche Teil des Canal de Huninge wurden auf Initiative der Stadt Mülhausen für Europaschiffe ausgebaut.
Der Canal de Neuf-Brisach wurde für Schiffe der Freycinet-Klasse erweitert. Zusammen mit einem Teilstück des Rhein-Rhône-Kanals und dem Canal de Colmar entstand eine Wasserstraße zwischen dem Port Rhénan de Colmar-Neuf-Brisach (deutsch: Rheinhafen Colmar-Neubreisach) und der Stadt Colmar.
Bei Rhinau wurde ein Verbindungskanal vom Rhein zum Rhein-Rhône-Kanal neugebaut. Dadurch blieb das nördlichste Teilstück des Rhein-Rhône-Kanals und die dortigen Ladestellen zugänglich. Durch den Erhalt dieses Abschnitts waren leistungsschwache Kanalschiffe nicht auf den Rhein mit vor allem bei Hochwasser hohen Strömungsgeschwindigkeiten angewiesen.
Für die Schifffahrt stillgelegt wurden der südöstliche Teil des Canal de Huningue sowie vom Rhein-Rhône-Kanal die Teilstücke von Mülhausen nach Kunheim sowie von Artzenheim nach Friesenheim. Alle stillgelegten Abschnitte dienen weiterhin der Wasserversorgung der Kanäle.

### Frachtschifffahrt
1922 ließ das Ministerium für öffentliche Arbeiten eine Studie zum möglichen Verkehrsaufkommen des Kanals durchführen. In die vom Kanal erschlossene Region wurde vor allem Kohle importiert. Dabei dominierte Ruhrkohle, da deren Transport nach Straßburg billiger war als der Transport von Saarkohle. Die vor allem in den größeren Städten am Kanal ansässige Metallindustrie benötigte Kohle, Gusseisen und Stahl; ihre Produkte eigneten sich kaum für einen Versand per Schiff. An Bodenschätzen waren in der Region Kalkstein sowie kleinere Vorkommen von Salz und Kohle vorhanden. Kalkstein wurde in den zahlreichen Ziegeleien der Region benötigt. Die Landwirtschaft lieferte kein nennenswertes Verkehrsaufkommen, da sie kleinbäuerlich strukturiert und auf Viehzucht spezialisiert war. Bedeutender war die Forstwirtschaft, da die Wälder der Region zu den produktivsten des Landes gehörten. Die Studie kam zu dem Ergebnis, dass keine Argumente für den Ausbau des Kanals für größere Schiffe erkennbar seien. Es sei zu erwarten, dass von einem Kanalausbau der Hinterlandverkehr der Seehäfen an der Rheinmündung mehr profitieren werde als der der französischen Mittelmeerhäfen. Seinerzeit konnten die auf dem Kanalnetz üblichen Schiffe nicht auf der Rhône zwischen Lyon und dem Mittelmeer verkehren, da die Kanalschiffe nicht für die starke Strömung des Flusses geeignet waren.
Ein mögliches Frachtaufkommen für den Kanal war das ab 1904 erschlossene Kalivorkommen im Elsass. Allerdings lagen die Bergwerke bei Ensisheim, rund 7 Kilometer vom Kanal entfernt. Der angedachte Bau eines Zweigkanals unterblieb; 1925 wurde das Kali per Eisenbahn nach Straßburg transportiert und dort auf Rheinschiffe verladen.
Statistiken für die Jahre 1868 und 1913 zeigen auf, dass der Frachtverkehr auf dem Kanal in diesem Zeitraum deutlich zurückging. Dabei wurde zwischen Straßburg und Mülhausen erheblich mehr Fracht transportiert als auf der weiteren Strecke zur Saône. Der 1913 die deutsch-französische Grenze überschreitende Verkehr war äußerst gering. Als Ursache werden vor allem der fehlende Ausbau des mittleren Kanalstrecke genannt. Allerdings trug auch der 1883 eröffnete Canal de l’Est (heute Canal des Vosges) zum Verkehrsrückgang bei. Dieser Kanal war von Anfang an für Schiffe der Freycinet-Klasse ausgebaut und bot eine kürzere Verbindung zwischen Lothringen und der Saône als die Route über das Elsass.
1961 betrug das Frachtaufkommen zwischen Straßburg und Mülhausen 1.188.000 Tonnen. Zwischen Mülhausen und der Saône wurden 589.000 Tonnen transportiert, wovon knapp 500.000 Tonnen auf das 10 Kilometer lange Teilstück zwischen der Saône und dem Chemiewerk in Tavaux entfielen. Das Frachtaufkommen im mittleren Teil des Kanals mit der Doubs und der Scheitelhaltung war gering.
Heute ist der Frachtverkehr nahezu zum Erliegen gekommen, da die Schiffe der Freycinet-Klasse aufgrund der geringen Ladekapazitäten kaum mehr wirtschaftlich betrieben werden können. 2009 passierten 28 beladene Lastkähne die Schleuse bei Dannemarie.

### Großer Rhein-Rhône-Kanal

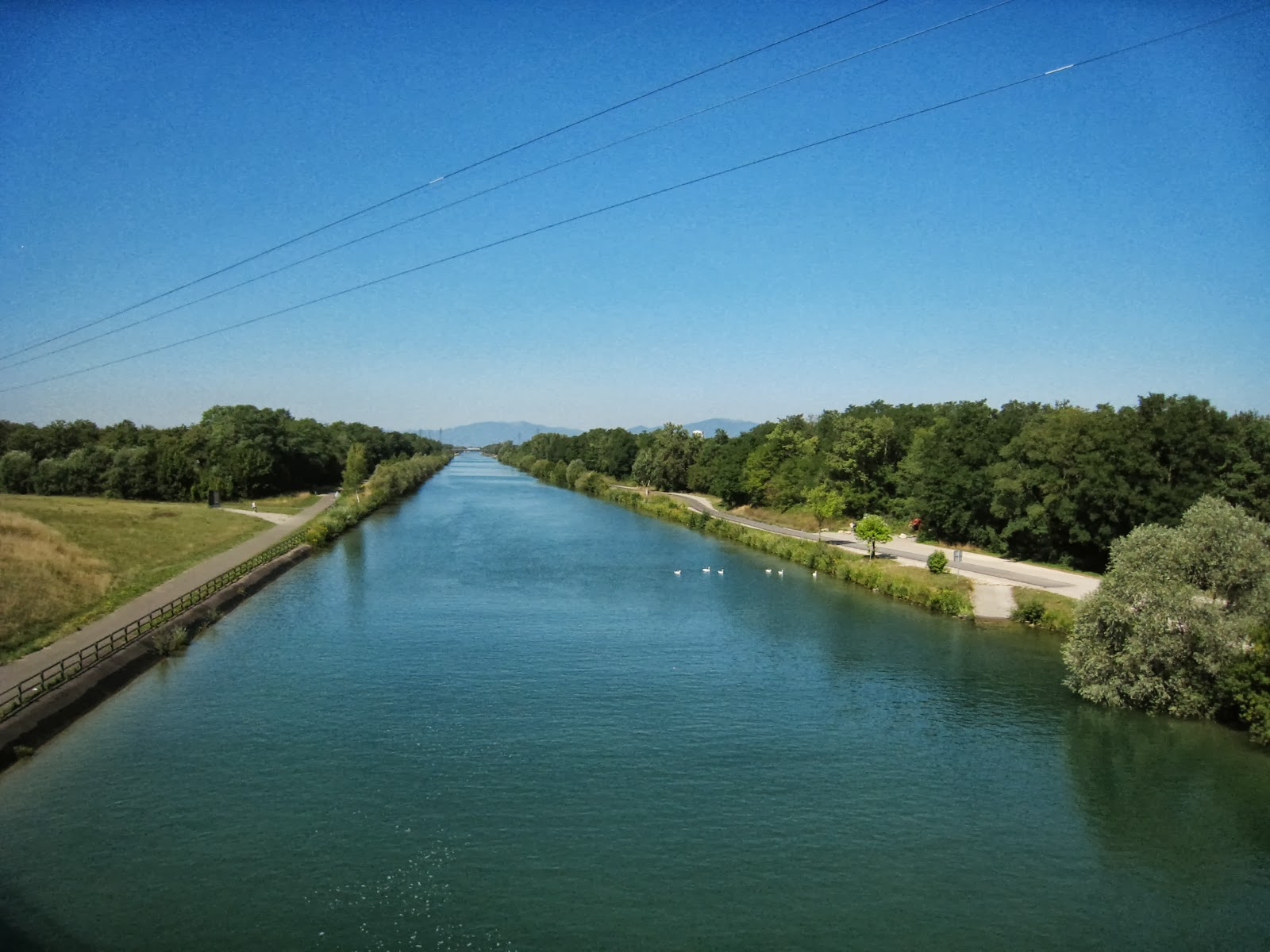
Zur Großschiffahrtsstraße ausgebauter Abschnitt zwischen Kembs und Mülhausen im Harthwald

1961 wurde die Compagnie nationale du Rhône (CNR) beauftragt, Pläne für den Ausbau des Rhein-Rhône-Kanals zur Großschifffahrtsstraße auszuarbeiten. Die CNR war 1933 gegründet worden, um an der Rhône zwischen Lyon und dem Meer Staustufen zu errichten, die der Stromerzeugung dienen und die Schiffbarkeit des Flusses verbessern sollten.
In seiner Größenordnung war der Große Rhein-Rhône-Kanal mit dem zwischen 1960 und 1992 erbauten Main-Donau-Kanal vergleichbar. Nach dem Planungsstand Mitte der 1970er Jahre sollte die Großschifffahrtstraße für Schubverbände mit 183 Meter Länge, 11,4 Meter Breite und 3 Meter Tiefgang dimensioniert werden. Die neue Trasse sollte weitgehend dem vorhandenen Kanal folgen. Die Scheitelhaltung sollte 12,2 Kilometer lang sein. Auf der Seite zum Rhein waren 6 Schleusen mit Fallhöhen von bis zu 20 Metern geplant, was die Errichtung von bis zu 10 Meter hohen Dämmen erforderte. Die Schleusentreppe zur Saône sollte aus 18 Schleusen bestehen. Im Doubstal sollte der Kanal weitgehend im Fluss verlaufen. Die Planungen sahen vor, Mäander zum Teil vollständig zu beseitigen, zum Teil durch Durchstiche abzukürzen. Unter der Zitadelle von Besançon sollte ein 1100 Meter langer Kanaltunnel gebaut werden. Die Wasserversorgung sollte aus der Scheitelhaltung und über eine Kette von Pumpwerken auf der Rheinseite erfolgen. Bei höherem Schiffsaufkommen sollte die Saôneseite mit Pumpwerken nachgerüstet werden. Das Kanalprojekt beanspruchte 4300 Hektar Fläche, die bislang überwiegend landwirtschaftlich genutzt wurde. Die Planer hielten ihr Projekt für umweltverträglich. Die Doubs sei bereits kanalisiert, so dass der Ausbau keine grundlegende Veränderung bringen werde. Es sei leicht, die Schönheit der Landschaft zu erhalten und sogar möglich, sie besser zur Geltung zu bringen.
Auf politischer Ebene genoss der Kanalbau große verbale Unterstützung, unter anderem von Präsident Charles de Gaulle, der die Achse Rhein-Rhône zum Grundpfeiler Europas erklärte. Anders sah es bei der Finanzierung aus: In der längerfristigen Investitionsplanung blieb der Kanal stets unberücksichtigt, da andere Projekte als wirtschaftlicher und dringlicher eingestuft wurden.
Im November 1975 kündigte Präsident Valéry Giscard d’Estaing Regierungsbeschlüsse zur Verwirklichung des Projekts an, „damit die Tat anstelle des Wortes tritt“. Der von Giscard d’Estaing im März 1976 in Aussicht gestellte Baubeginn spätestens 1981 blieb aus.
Unter der Regierung Édouard Balladur (1993–1995) wurde das Projekt nochmals wiederbelebt; im Februar 1995 wurde ein Gesetz verabschiedet, das eine Fertigstellung bis 2010 vorsah. In der nachfolgenden, ebenfalls konservativen Regierung Alain Juppé bestanden Vorbehalte; laut der Zeitung Le Monde hielten Finanzminister Alain Madelin und Umweltministerin Corinne Lepage die Planungen für „pharaonisch“. Ingenieure des Corps des ingénieurs des ponts et chaussées, der Staatsverwaltung für Verkehrsbauten in Frankreich, sahen das Projekt als zu teuer und zu risikoreich an.
Bereits 1961 hatte der damalige französische Planungskommissar Pierre Massé in einem Brief an den Premierminister die Einstellung des Projekts gefordert. Statt das damalige Wachstum der Binnenschifffahrt in die Zukunft fortzuschreiben, skizzierte Massé eine Entwicklung, in der die Schwerindustrie relativ an Bedeutung verlieren und sich in die Seehäfen verlagern werde, so dass das hauptsächlich aus Massengütern bestehende Frachtaufkommen der Binnenschifffahrt abnehmen werde. Massés Prognosen waren bis 1997 weitgehend Realität geworden, so der Verkehrsökonom Alain Bonnafous. Laut Bonnafous ist die Binnenschifffahrt beim Transport von Massengütern dem Hauptkonkurrenten Eisenbahn dort überlegen, wo sie auf Verkehrswege ohne Schleusen zurückgreifen könne. Schleusen verlangsamten die Schiffe und erhöhten den Energiebedarf, so dass die Binnenschifffahrt unwirtschaftlicher als die Eisenbahn werde. Bonnafous hielt die Verkehrsprognosen für das Rhein-Rhône-Projekt für überhöht, da sie über dem damaligen Frachtaufkommen auf der Rhone lagen. Zudem seien in den Wirtschaftlichkeitsberechnungen anderen Verkehrsmitteln entstehende Kosten nicht berücksichtigt worden.
Die Bürgerbeteiligung nach 1995 löste vor allem im Doubstal Proteste aus; es kam zu mehreren Demonstrationen, an denen sich bis zu 10.000 Menschen beteiligten. Fast 20 Verbände und Politiker der Opposition schlossen sich zur Association des riverains de la Vallée du Doubs (deutsch: Vereinigung der Bewohner des Doubstals) zusammen. Befürchtet wurde die Zerstörung von Feuchtgebieten, die Gefährdung der Trinkwasserversorgung, eine Beeinträchtigung des Flusses als Ökosystem, eine Verarmung der Tierwelt, eine Verschärfung der Hochwassergefahr für die Unterlieger und eine Bedrohung des Tourismus. Die nachfolgende Regierung unter dem Sozialisten Lionel Jospin ließ die Planungen 1997 fallen; dies wird als Erfolg der Umweltministerin Dominique Voynet von den Grünen gewertet. Voynet hatte sich zuvor als Kommunalpolitikerin in Dole gegen den Kanal engagiert.
In den 1990er Jahren wurden zwei Kanalabschnitte im Vorgriff auf die Großschifffahrtsstraße ausgebaut: Die Strecke vom Rheinseitenkanal nach Mülhausen mit der neuen Schleuse in Niffer und ein 4 Kilometer langer Abschnitt am Peugeot-Werk in Sochaux.

## Gegenwart

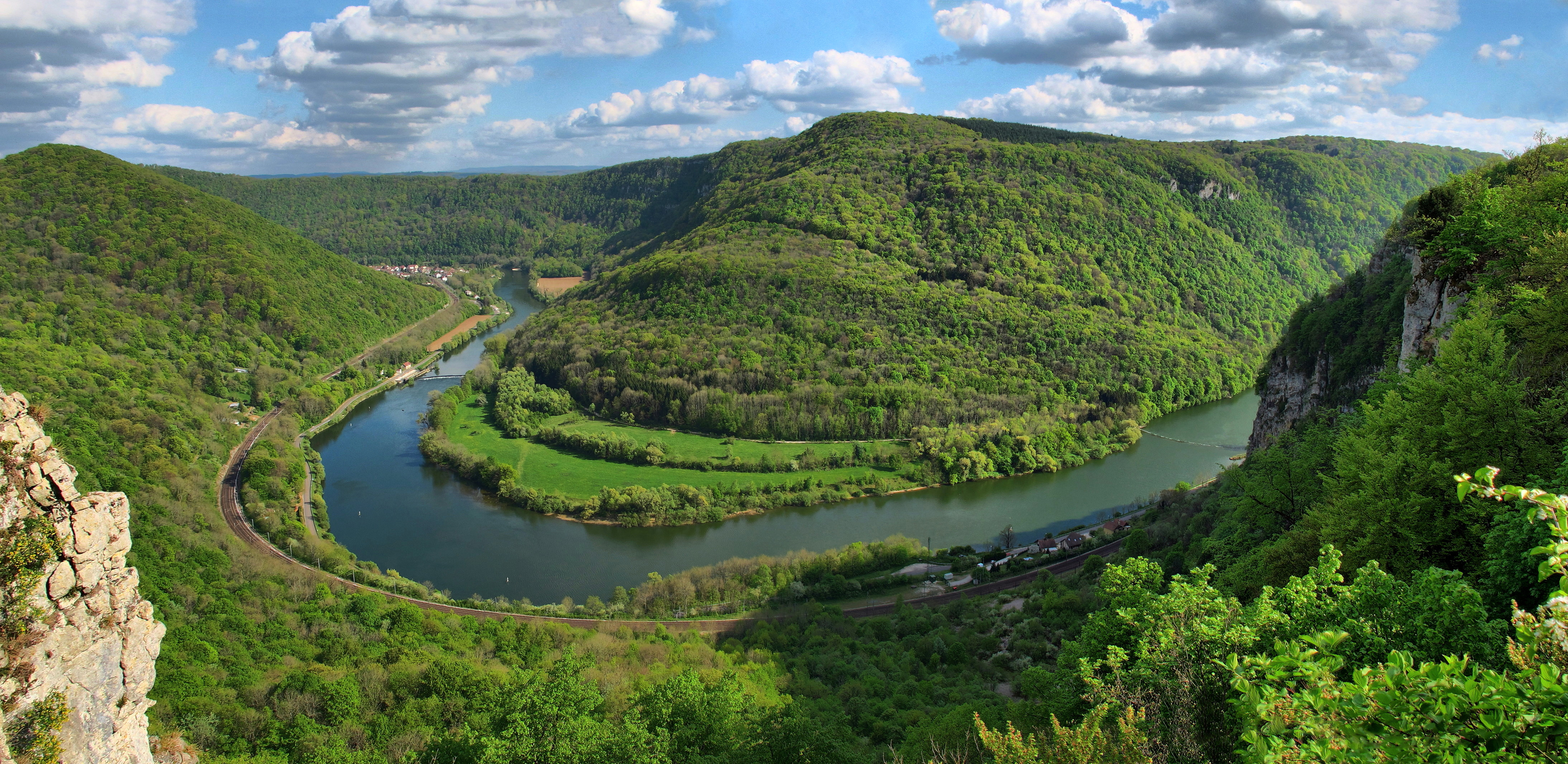
Doubstal zwischen Deluz und Laissey, links Schleuse 45 d'Aigremont

In der Gegenwart wird der Kanal fast ausschließlich vom Freizeitverkehr genutzt. 2009 passierten 515 Sport- und Hausboote sowie 28 beladene Lastkähne die Schleuse bei Dannemarie.
Zu den Sehenswürdigkeiten an der Kanalroute zählen:
- Die malerische Landschaft im Tal des Doubs mit seinen vielen Flussschleifen
- Dole: Altstadt, Geburtshaus von Louis Pasteur mit Museum
- Besançon: Altstadt und Zitadelle (Teil der Welterbestätte Festungsanlagen von Vauban)
- Sochaux bei Montbéliard: Peugeot-Museum
- Schleuse Kembs-Niffer: zwei vom Architekten Le Corbusier entworfene Betriebsgebäude
- Straßburg

Entlang weiter Teile des Kanals führt heute der Radfernweg EuroVelo 6, der zahlreiche Fahrradtouristen anzieht.